# Dani Koren
Dani Koren (10 februari 1957) is een Israëlisch voormalig voetbalscheidsrechter. Hij was in dienst van de FIFA en UEFA tussen 1996 en 2002.
Op 30 september 1999 leidde Koren zijn eerste wedstrijd in de UEFA Cup tussen Aalborg BK en Udinese (1–2). Op 23 augustus 2000 leidde de Israëliër zijn eerste duel in de UEFA Champions League tussen Glasgow Rangers en Herfølge BK (3–0).

## Interlands
| Datum             | Plaats                    | Wedstrijd            | Uitslag | Competitie           | Kreeg geel | Kreeg voor de tweede keer geel en dus rood | Weggestuurd |
| ----------------- | ------------------------- | -------------------- | ------- | -------------------- | ---------- | ------------------------------------------ | ----------- |
| 21 februari 1996  | Haifa, Israël             | Israël – Litouwen    | 4 – 2   | Vriendschappelijk    | 0          | 0                                          | 0           |
| 30 april 1997     | Attard, Malta             | Malta – Faeröer      | 1 – 2   | WK 1998 kwalificatie | 2          | 0                                          | 0           |
| 24 september 1997 | Chisinau, Moldavië        | Moldavië – Georgië   | 0 – 1   | WK 1998 kwalificatie | 2          | 0                                          | 3           |
| 14 oktober 1998   | Saint-Denis, Frankrijk    | Frankrijk – Andorra  | 2 – 0   | EK 2000 kwalificatie | 4          | 0                                          | 0           |
| 31 maart 1999     | Kiev, Oekraïne            | Oekraïne – IJsland   | 1 – 1   | EK 2000 kwalificatie | 0          | 0                                          | 0           |
| 4 september 1999  | Solna, Zweden             | Zweden – Bulgarije   | 1 – 0   | EK 2000 kwalificatie | 5          | 1                                          | 0           |
| 13 november 1999  | Eindhoven, Nederland      | Nederland – Tsjechië | 1 – 1   | Vriendschappelijk    | 2          | 0                                          | 0           |
| 7 oktober 2000    | Andorra la Vella, Andorra | Andorra – Estland    | 1 – 2   | WK 2002 kwalificatie | 2          | 0                                          | 1           |
| 16 oktober 2002   | Hannover, Duitsland       | Duitsland – Faeröer  | 2 – 1   | EK 2004 kwalificatie | 3          | 0                                          | 0           |